# روبرت بليك
روبرت بليك (بالإنجليزية: Robert Blake)‏ هو جندي أمريكي، (ولد في سانتي في الولايات المتحدة القرن 19  م).